# Herbert Hummel
Herbert Hummel (* 7. Mai 1907 in Landshut; † 12. August 1944 in Warschau) war ein deutscher Verwaltungsjurist und Nationalsozialist. Als SA-Sturmbannführer war er ab Februar 1943 im Generalgouvernement Vizegouverneur des Distrikts Warschau.

## Leben
Hummel begann nach einer geordneten Schullaufbahn und bestandenem Abitur ein Studium der Rechtswissenschaft an der Ludwig-Maximilians-Universität München und der Universität Innsbruck. 1927 wurde er Mitglied des Corps Suevia München. Im selben Jahr kam er mit drei Schwabenfüchsen (Böger, Wegener, Willert 1) nach Innsbruck, um das Corps Gothia zu unterstützen. Dem fehlte der gewohnte Nachwuchs aus Südtirol, weil die Südtiroler, nun italienische Staatsbürger, auch in Italien studieren mussten. Als Inaktiver wechselte er an die Julius-Maximilians-Universität Würzburg. Nach dem Referendarexamen (1930) wurde er 1931 in Würzburg Promotion zum Dr. iur. promoviert. Zum 1. März trat er der NSDAP bei (Mitgliedsnummer 992.585). Zudem trat er 1933 ebenfalls in München dem Reitersturm der Sturmabteilung bei. Nach dem Vorbereitungsdienst bestand er 1933 in München die Assessorprüfung. In der Folge war er Staatsanwalt in seiner Heimatstadt Kaiserslautern, wo sein Vater Direktor der Höheren Technischen Staatslehranstalt war. Danach kam er als Staatsanwalt an das Landgericht München I. Er heiratete im Juni 1934 und wurde Vater einer Tochter (1937) und eines Sohnes (1942). Ab dem 1. November 1934 wurde Hummel von seiner Tätigkeit als Staatsanwalt beurlaubt und zur Dienstleistung beim Nationalsozialistischen Rechtswahrerbund bis zum 30. Januar 1943 eingesetzt. Mitte Februar 1935 wurde er Reichshauptstellenleiter im Reichsrechtsamt. Im Mai 1939 begann Hummel im Flak-Regiment 221 der Luftwaffe (Wehrmacht) freiwillig eine mehrmonatige militärische Ausbildung an Flugabwehrkanonen. Er beendete sie am 3. Dezember 1939 als Gefreiter. Im Januar 1941 wurde Hummel Amtschef im Präsidialbüro des Gouverneurs im Distrikt Warschau. Ab Februar 1943 fungierte er im Brühlschen Palais als Vizegouverneur des Distrikts Warschau unter Ludwig Fischer. Stark befasst war er mit der Unterversorgung der Juden im Warschauer Ghetto und mit der Nutzung ihrer Arbeitskraft. Darüber kam es zu ernsten Zusammenstößen mit dem Gauleiter Hans Frank, dessen rücksichtsloses Vorgehen Hummel nicht billigte. Seit 1944 war er SA-Sturmbannführer im SA-Führungsstab des Generalgouvernements. Zu Beginn des Warschauer Aufstands setzte ein Attentat (wohl ein Sprengstoffanschlag) der Akcja Główki auf dem Bahnhof Warszawa Centralna seinem Leben ein Ende. Im Amt folgte ihm Friedrich Gollert.

## Auszeichnungen
- Kriegsverdienstkreuz (1939) II. (1940) und I. Klasse (1942)
- Dienstauszeichnung der NSDAP in Bronze (1942)